# Elecciones en Wallis y Futuna

Escudo de armas de Wallis y Futuna

Wallis y Futuna elige a una legislatura a nivel territorial. La Asamblea Territorial (Assemblée Territoriale) tiene 20 miembros electos para un plazo de cinco años por representación proporcional en circunscripciones de múltiples escaños. Wallis y Futuna tiene un sistema multipartidista.

### Elecciones
- Elecciones legislativas de Wallis y Futuna de 2012